# .gp
.gp è il dominio di primo livello nazionale assegnato a Guadalupa.
Dal 1996 è gestito da Networking Technologies Group, che fa parte dell'associazione non-profit LACTLD.